# Robert Quine
Robert Quine (Akron (Ohio), 30 december 1942 - New York, 31 mei 2004) was een Amerikaans gitarist. Hij werd bij muziekliefhebbers bekend en gewaardeerd vanwege zijn innovatieve gitaarsolo's. 
Quine werkte met een groot aantal artiesten waaronder Richard Hell & the Voidoids, Lou Reed (met name op het album The Blue Mask), Brian Eno (op Nerve Net), John Zorn, Ikue Mori, Marc Ribot, Marianne Faithfull (Strange Weather), Lloyd Cole, Tom Waits (Rain Dogs), Matthew Sweet, Odds, Jody Harris, en vele anderen.
Quine staat op nummer 80 op de lijst van Rolling Stone's 100 Beste Gitaristen aller tijden.
Robert was een neef van de filosoof Willard Van Orman Quine. Hij overleed in 2004 in zijn woning in New York aan een bewust ingenomen overdosis heroïne, een klein jaar na het overlijden van zijn vrouw, met wie hij sinds het midden van de jaren 70 gehuwd was.

## Discografie

### Solo
- Escape (met Jody Harris) (1981)
- Basic (met Fred Maher) (1984)
- Come Together: Guitar Tribute to the Beatles, Vol. 2 (met Jody Harris) (1995)

### Richard Hell and the Voidoids
- Blank Generation (1977)
- Destiny Street (1982)
- R.I.P.: The ROIR Sessions (1984)
- Funhunt (Live at CBGB & Max's) (1990)
- Oh (2000)

Ook featured in de 1980 film Blank Generation.

### Richard Hell
- Time (2002)

### Lou Reed
- The Blue Mask (1982)
- Legendary Hearts (1983)
- Live in Italy (1984)
- Between Thought and Expression: The Lou Reed Anthology (1992)

### Matthew Sweet
- Earth (1989)
- Girlfriend (1991)
- Altered Beast (1993)
- Son of Altered Beast (1994)
- 100% Fun (1995)

### Lloyd Cole
- Lloyd Cole (1990)
- Don't Get Weird on Me Babe (1991)
- Love Story (1995)
- Etc (2001)

### Material
- Temporary Music (1981)
- Red Tracks (1982)
- Secret Life (1998)
- Best of Material (1999)

### John Zorn
- The Big Gundown (Elektra/Nonesuch, 1984)
- Spillane (Elekra/Nonesuch, 1986)
- Filmworks 1986-1990 (Toys Factory, 1992)
- Filmworks III: 1990-1995 (Toys Factory, 1996)
- Filmworks V: Tears of Ecstasy (Tzadik, 1996)
- Filmworks IV: S&M + More (Tzadik, 1997)
- Filmworks VII: Cynical Hysterie Hour (Tzadik, 1997)
- Great Jewish Music: Burt Bacharach (Tzadik, 1997)
- The Bribe (Tzadik, 1998)
- Godard/Spillane (Tzadik, 1999)
- Taboo & Exile (Tzadik, 1999)

### Overige artiesten
- Let It Blurt – Lester Bangs (1977)
- Queen of Siam – Lydia Lunch (1979)
- Off White – James White & the Blacks (1979)
- Get Crazy – film soundtrack (1983)
- Rain Dogs – Tom Waits (1985)
- Cupid & Psyche 85 – Scritti Politti (1985)
- Dirtdish – Wiseblood (1986)
- Strange Weather  – Marianne Faithfull (1987)
- Quilt – The Shams (1991)
- Dim Stars – Dim Stars (1992)
- Nerve Net – Brian Eno (1992)
- To Hell With Love – Suzanne Rhatigan (1992)
- Weird Nightmare: Meditations on Mingus – Hal Willner (1992)
- Bedbugs – The Odds (1993)
- I Don't Like Myself – Sion (1993)
- John Henry – They Might Be Giants (1994)
- El Abrazo Del Erizo Mikel Erentxun (1995)
- Love is Wild... Life is Violent... – Katy Clements (1996)
- Don't Tell Me – Eddie Skuller (1996)
- Valdun—Voices of Rumantsch- Corin Curschellas (1997)
- Painted Desert – Ikue Mori (with Marc Ribot) (1997)
- Vibe of Life – Reiss (1998)
- Cold Tube – Kazuyoshi Saito (2000)
- Singles: Individually Wrapped – The Odds (2000)
- Songs – Sion (2000)
- Michael Maxwell – Michael Maxwell (2000)
- dust! – Dusty Wright (2000)
- Presents Beyond Cyberpunk – Wayne Kramer (2001)
- Bait and Switch – Andre Williams (2001)
- Bootleg Series Volume 1: The Quine Tapes – The Velvet Underground (2001)(opgenomen door Quine, maar niet zelf meegespeeld.)
- Lustro – Michael DuClos (2002)
- Cross-Eyed and Bow-Legged – Tom Clark and the High Action Boys (2002)
- The Good, the Bad, and the Ugly – Sonny Vincent (2003)
- Nowhere Land – Kazuyoshi Saito (2003)
- Lys Guillorn – Lys Guillorn (2003)